# كارستن مولر
كارستن مولر (بالألمانية: Karsten Müller)‏ (ولد في 23 كانون الأول 1970 هامبورغ، ألمانيا الغربية) هو لاعب شطرنج وكاتب ألماني حاصل على لقب الأستاذ الكبير . أستحق اللقب عام 1998 وحصل على الدكتوراه في الرياضيات عام 2002 من جامعة هامبورغ. وحصل على المرتبة الثالثة في بطولة ألمانيا للشطرنج سنة 1996 والمرتبة الثانية في سنة 1997.

## روابط خارجية
- كارستن مولر على موقع الاتحاد الدولي للشطرنج (الإنجليزية)
- كارستن مولر على موقع مباريات الشطرنج (الإنجليزية)
- كارستن مولر على موقع 365Chess.com (الإنجليزية)
- كارستن مولر على موقع Chesstempo.com (الإنجليزية)